# 백초월
백초월(白初月, 1878년 2월 17일 ~ 1944년 6월 29일)은 대한민국 일제강점기의 승려이자 독립운동가이다. 본명은 백인영(白寅榮), 초월은 법호이다. 법명은 동조(東照)이다.
경상남도 고성군에서 출생하였으며, 13세에 출가하여 영원사로 들어가 공부하였다. 1919년, 3·1운동 당시 불교계를 이끌던 한용운과 백용성이 체포되자, 초월은 그들의 뒤를 이어서 대한승려연합회 선언서를 발표하고 의용승군제를 추진했다.

## 생애[1]
경상남도 고성군 출생으로, 13세에 지리산 영원사에서 출가하여 불문에 입문했다. 1916년 명진학교(明進學校) 교장을 지냈다.
3·1운동 직후인 1919년 4월 서울 중앙학교(中央學校)를 근거로, 항일의식을 고양할 목적으로 인쇄물을 간행한 한국민단부(韓國民團部)의 부장을 맡았다. 그 해 7월, 항일신문인 『혁신공보(革新公報)』를 발간, 사장으로 활약하며 신문을 상해임시정부 및 길림성(吉林省)의 독립군에 보냈다. 또한, 상해임시정부를 지원하기 위해 천은사(泉隱寺)·화엄사(華嚴寺) 등 각처의 사찰을 통해 군자금을 모금하는 한편, 국내의 애국청년들을 뽑아 길림(吉林)의 독립군 및 상해임시정부로 파견하였다.
건국기념일(개천절)인 11월 25일(음력 10월 3일), 보성학교 학생이 중심이 되어 시내 각 학교 학생들이 참가한 시위계획 때, 선언서에서 이강(李堈)·김가진(金嘉鎭)·나창헌(羅昌憲) 등과 함께 대한민족대표(大韓民族代表)로 추대되기도 하였다. 이 무렵 상해임시정부를 지원할 목적으로 신상완(申尙玩)이 주도, 조직한 승려결사인 의용승군(義勇僧軍)에도 관계하여 지원금을 제공하였다. 또 상해임시정부 명의로 채권을 발행할 것을 계획하였는데 도중에 일본 경찰에 잡혔다.
다음 해 2월에는 제자 이중각(李重珏)을 통하여 일본 유학생들이 주도한 3·1운동 1주년 기념시위에 관여하다 1920년 3월 동경(東京)에서 잡혀 경성지방법원으로 이송되었다.
이 때 모진 고문으로 건강이 악화된 뒤부터 미치광이로 행세하며 활동하다 여러 차례 경찰서 유치장에 갇히기도 하였으나 그 때마다 정신이상자로 석방되었다. 기인(奇人)으로서의 생활을 계속해, 죽은 거북이 한 마리를 방 안에 놓고 대화하는 시늉을 하기도 하였다. 그런 중에도 친일 승려를 규탄하며 독립의 의지를 강하게 나타냈고, 종교의 통일을 위해 일심교(一心敎)를 제창하기도 하였다.
1939년 백초월이 거처하던 마포포교소 신도가 만주로 탈출하던 중 봉천행(奉天行) 화물열차에서 ‘대한독립만세’라고 낙서한 사건에 연루되어 일본 경찰에 잡혔다. 그 뒤 마포·대전 형무소를 거쳐 청주형무소에서 옥고를 치르다(판결문이 없어 형기를 알지 못함.) 옥사하였다. 청주 금천동 형무소 공동묘지에 묻혔다가 6·25전쟁 때 유해가 없어지는 사후의 비극을 겪기도 하였다.

## 사후
- 대한민국 정부는 그의 공헌을 기려 1986년 건국포장을 추서하였다.
- 1990년 애국장이 추서되었다.

## 같이 보기
- 진관사
- 서울 진관사 소장 독립신문류
- 대한승려연합회 선언서

## 참고자료
- 한국민족문화대백과사전, 백초월(白初月) 보관됨 2025-01-14 - 웨이백 머신